# Hervé Rollain
Hervé Rollain, né le 24 février 1968 à Bordeaux, est un footballeur français. Il évolue au poste de défenseur dans les années 1980 et 1990.

## Biographie
Formé à Bordeaux, il connait toutes les sélections de jeunes en équipe nationale, y côtoyant notamment Alain Roche, William Prunier et Frédéric Meyrieu. 
Il ne dispute aucun match avec le groupe professionnel des Girondins. 
En 1988 il signe à Angers et découvre la deuxième division. Après trois saisons en tant que titulaire, où il se montre très offensif malgré son poste, il rejoint le Lille OSC. Il réalise deux premières saisons plutôt correctes mais reste peu en vue les deux suivantes, à cause de blessures à répétition au genou droit. 
Il passe ensuite une saison à Saint-Brieuc avant de raccrocher définitivement les crampons.

## Carrière
- 1983-1988 :  Girondins de Bordeaux (en Division 3)
- 1988-1991 :  Angers SCO (96 matchs et 19 buts en Division 2)
- 1991-1995 :  Lille OSC (72 matchs 5 buts en Division 1)
- 1995-1996 :  Stade briochin (en Division 3)